# 빌라리테르노
빌라리테르노(이탈리아어: Villa Literno)는 이탈리아 캄파니아주 카세르타도에 있는 코무네이다.
나폴리로부터 북서쪽으로 25km 카세르타로부터 서쪽 25km에 위치한다.